# Lastspitzenkappung
Lastspitzenkappung (englisch Peak Shaving)  ist eine Methode der Laststeuerung in der Energiewirtschaft. Ziel der Lastspitzenkappung ist es, den Verlauf der aus dem Energienetz bezogenen Leistung zu verstetigen. Hierbei werden Leistungsspitzen (Peaks) mittels Lastverschiebung, Lastabwurf oder über Energiespeichersysteme gekappt (geshaved).

## Anwendung
Lastspitzenkappung kann generell von jedem Stromverbraucher angewendet werden. Auf Grund von wirtschaftlichen Überlegungen ist es jedoch insbesondere für Stromverbraucher mit registrierender Leistungsmessung von Interesse, bei der der Leistungsbedarf eines Stromabnehmers viertelstündlich erfasst wird. Im deutschen Stromnetz haben Netzbetreiber die Möglichkeit, anfallende Netzentgelte umzulegen auf den Stromverbrauch des jeweiligen Netzbereiches. Hierzu werden Netzentgelte in Form von leistungsabhängigen Preisen für den Strombezug erhoben. Dieser leistungsabhängige Bestandteil der Stromabrechnung bezieht sich auf den maximalen Leistungsabruf eines Viertelstundenintervalls eines Zeitraumes. Dieser Zeitraum kann als ein Jahr oder ein Monat festgelegt werden.
Dieser maximale Leistungsabruf kann mit Hilfe der Lastspitzenkappung mittels Lastverschiebung, Lastabwurf oder über Energiespeichersysteme reduziert werden. Abhängig vom Leistungspreis können sich hierdurch lukrative Geschäftsmodelle ergeben. Insbesondere im Rahmen der deutschen Energiewende und der damit einhergehenden steigenden Investitionen in die öffentlichen Stromnetze ist mit steigenden Leistungspreisen und dadurch mit einem steigenden Anreiz zum Peak Shaving zu rechnen.
Verbrauchern, die eine netzgekoppelte PV-Anlage mit Speichersystem betreiben, wird zur Reduzierung ihres Leistungsbezugs von einigen Anlagen-Herstellern konkret der Betriebsmodus „Lastspitzenkappung“ angeboten, der auftretende Lastspitzen mit gespeichertem Strom abfängt.